# Love Me Like This
《Love Me Like This》是韓國女子組合NMIXX首張迷你專輯《Expérgo》中的主打單曲，由JYP娛樂於2023年3月20日發行。Love Me Like This在2023年3月19-25日发行的韩国《Circle Digital Chart》排行榜上排名第74位。

## 背景與發行
2023年2月10日，JYP娛樂樂公司宣布NMIXX首將於3月20日發行她們的首張迷你專輯，名為《Expérgo》。3月2日，曲目列表公開，並宣布《Love Me Like This》為主打歌。3月18日，音樂錄影帶預告釋出。3月20日，該歌曲、音樂錄影帶和迷你專輯於同步發行。

## 作曲
《Love Me Like This》由Lee Hye-joon（Onclassa）、Jennifer Eunsoo Kim、張恩智（153/Joombas）、申惠美（PNP）、吳賢善（Lalala Studio）和Wkly共同作詞，Greg Bonnick和Hayden Chapman譜曲，並由兩人以LDN Noise的名義編曲，Taet Chesterton和Gavin Jones也參與了作曲。這首歌被描述為嘻哈、节奏藍調和舞曲風格的歌曲，歌詞「表達了能夠愛自己和彼此的人們之間的關係」。《Love Me Like This》的調性為降A大調，每分鐘97拍。

## 商業表現
《Love Me Like This》在2023年3月19日至25日的榜單中首次登上韓國Circle数字榜的第74位；在其組成榜單中，它在Circle下載榜上首次登上第14位，在Circle串流榜上首次登上第98位，在Circle BGM榜上首次登上第120位。在接下來的一週，它在Circle下載榜上上升至第12位。在2023年4月2日至8日的榜單中，該歌曲在Circle數位榜上攀升至第18位，在Circle串流榜上攀升至第16位。
在新加坡，該歌曲在2023年3月24日至30日的榜單中首次登上新加坡唱片業協會熱門串流榜的第30位，並在2023年3月17日至23日的榜單中首次登上新加坡RIAS區域榜的第27位，在接下來的一週攀升至第14位。

## 宣傳
在2023年3月20日發行《Expérgo》之後，NMIXX在YouTube上舉辦了一場名為「Docking Station: Expérgo」的直播活動，介紹了這張迷你專輯及其歌曲，並與粉絲互動。該組合隨後在第一週參加了四個音樂節目：3月23日的Mnet《M Countdown》、3月24日的KBS《音乐银行》、3月25日的MBC《Show! 音樂中心》和3月26日的SBS《人气歌谣》。在第二週，該組合在3月29日的MBC M《Show Champion》上表演，並獲得了第一名。

## 榜單
| 榜單類型 | 榜單(2023)    | 位置 |
| -------- | ------------- | ---- |
| 周榜單   | 新加坡 (RIAS) | 30   |
| 周榜單   | 南韓 (Circle) | 11   |
| 月榜單   | 南韓(Circle)  | 14   |
| 年榜單   | 南韓 (Circle) | 82   |

## 獲獎
| 節目          | 日期          | 來源 |
| ------------- | ------------- | ---- |
| Show Champion | 2023年3月29日 |      |

## 發行歷史
| 地區 | 日期          | 格式              | 唱片公司 |
| ---- | ------------- | ----------------- | -------- |
| 全國 | 2023年3月20日 | 數位下載 串流媒體 | JYP      |